# Snappans naturreservat
Snappans naturreservat är ett naturreservat i Vänersborgs kommun i Västra Götalands län.
Naturreservatet bildades 2020 och omfattar 328 hektar. Det ligger nordväst om Brålanda på södra Kroppefjäll och består av granskog med inslag av idegran, tall, lind, och äldre ekar.